# Arvidsjaur (commune)
La commune d'Arvidsjaur est une commune suédoise du comté de Norrbotten. 6 894 personnes y vivent. Son siège se situe à Arvidsjaur.

## Géographie
La municipalité d'Arvidsjaur est située à environ 110 kilomètres au sud du Cercle arctique, au centre de la région suédoise la plus septentrionale, le Norrland. Elle fait également partie de la Laponie, qui comprend les parties septentrionales de la Suède, de la Norvège et de la Finlande. 
La municipalité d'Arvidsjaur comprend encore plusieurs villages samis (un groupe minoritaire indigène qui vit principalement de l'élevage de rennes) et, en hommage au peuple sami, un renne figure sur les armoiries municipales.
La municipalité compte environ 4 000 lacs et la nature offre un habitat à 15'000 rennes. Des ours bruns et des élans y vivent également. Quatre réserves naturelles ont été instituées (Jan-Svensa Berg, Vittjakk-Akkanalke Reservat, Reivo primeval Wald Reservat et Tjadnereservat).

## Climat
Arvidsjaur a un climat subarctique qui est dominé par les longs hivers et brièvement interrompu par des étés modérément chauds mais très lumineux en raison de sa latitude très élevée.

## Histoire
La municipalité d'Arvidsjaur a longtemps été habitée uniquement par le peuple sami. C'était à l'époque un peuple de chasseurs, vivant de l'abondance de poissons et d'animaux sauvages dans la région. Des découvertes archéologiques suggèrent que les gens se déplacent dans la région depuis plusieurs milliers d'années. Le nom Arvidsjaur lui-même vient d'un mot sami qui signifie "eau généreuse" et était à l'origine le nom du lac adjacent.

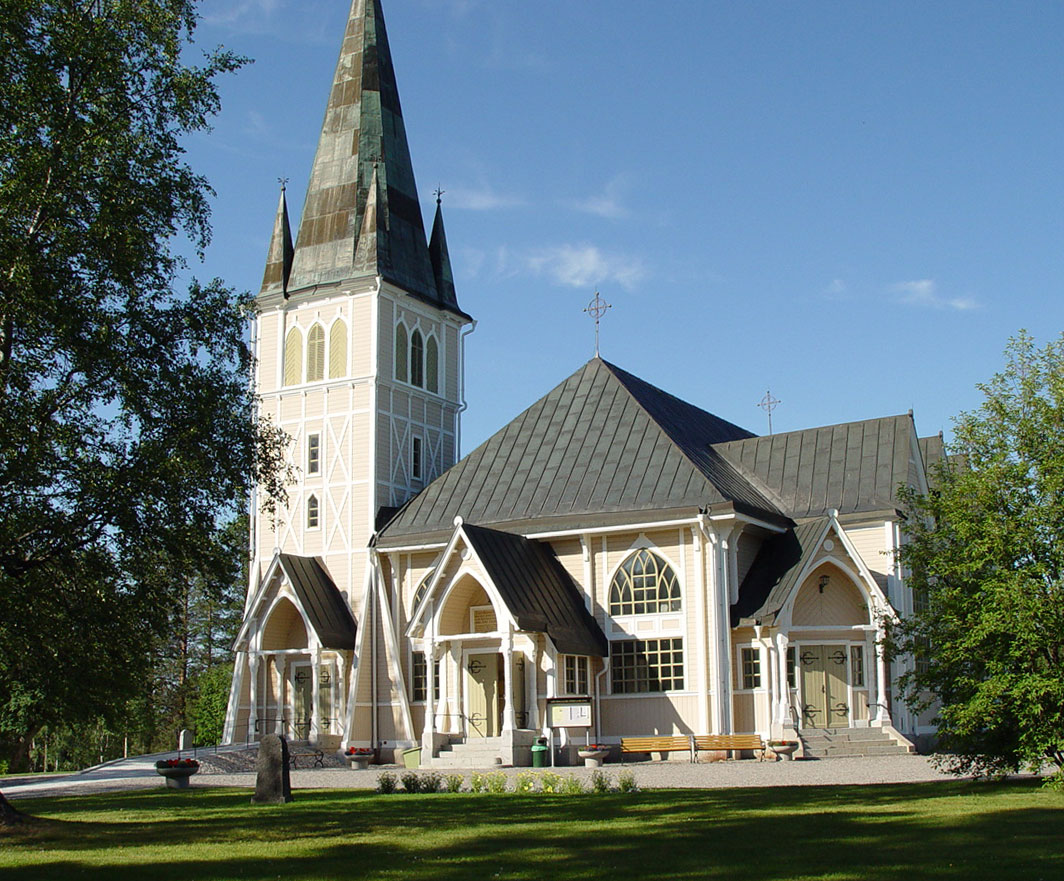
L'église d'Arvidsjaur.

 Aux XIVe et XVe siècles, des agriculteurs suédois se sont installés dans la région. Ils ont acquis des fourrures et des peaux auprès des chasseurs et les ont vendues aux régions du sud, en grand nombre, semble-t-il.
La christianisation de la municipalité d'Arvidsjaur a été lente, comme dans l'ensemble du Norrland, en raison de la faible population, du climat rude et des longues distances. On croyait également que le Norrland était habité par des magiciens.
Ce n'est qu'en 1577 que le premier colon, Per Käck, s'est installé à Arvidsjaur. Les colons ont construit la première chapelle sur le marché de l'époque, en 1560. La première église a été inaugurée en 1604.
Le ministre et missionnaire suédois Petrus Læstadius (1802-1841 ; frère de Lars Levi Læstadius, fondateur du plus grand mouvement de réveil chrétien en Norrland) a recueilli des histoires et des mythes anciens dans la région au XIXe siècle, qui constituent la base de nos connaissances de cette époque.

## Localités
La commune d'Arvidsjaur compte trois villages d'une certaine taille, Arvidsjaur (4'644 habitants), Glommersträsk (306 habitants) et Moskosel (299 habitants), ainsi qu'une série d'établissements plus petits, dont Abborrträsk, Auktsjaur, Järvträsk et Lauker.

## Économie
Arvidsjaur est un endroit important pour l'industrie automobile européenne. Pendant les mois d'hiver, les principaux constructeurs automobiles y effectuent en effet des essais arctiques dans la municipalité d'Arvidsjaur. La ville encourage également le tourisme en proposant des excursions en motoneige, des randonnées, du ski, de la pêche et des promenades en traîneau à chiens.

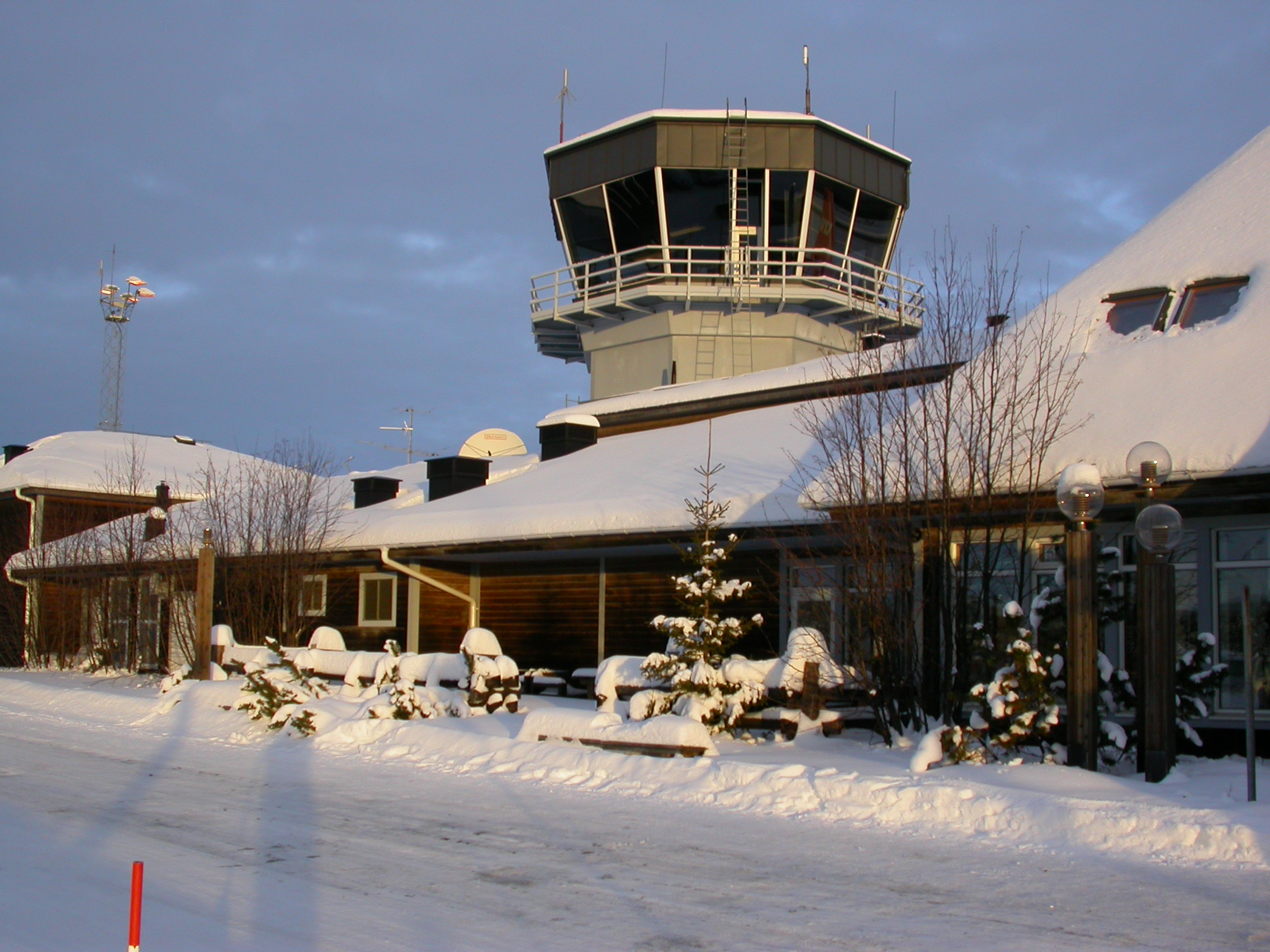
Aéroport d'Arvidsjaur.

## Transports
Des bus relient la commune à Gällivare, Östersund, Skellefteå, Piteå et Luleå. Les localités d'Arvisjaur, Auktsjaur et Moskosel sont desservies par le Inlandsbanan, un train qui relie Kristinehamn à Gällivare pendant quelques mois en été et en hiver. Des vols quotidiens relient l'aérodrome d'Arvidsjaur à Stockholm.

## Liens externes

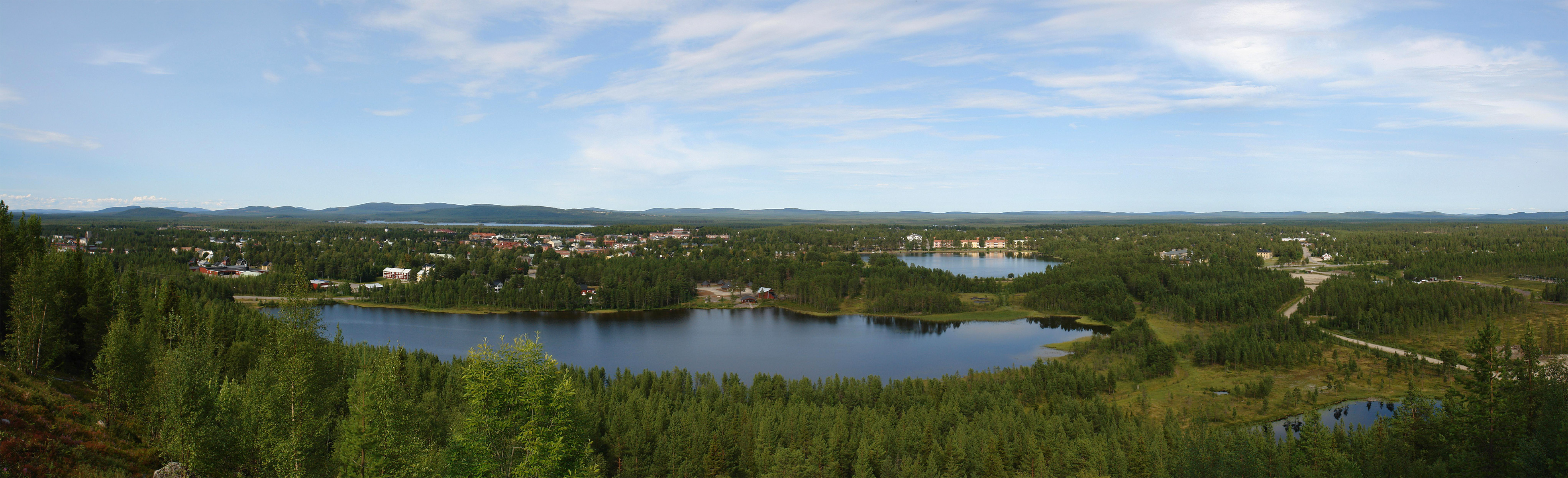
Vue panoramique d'Arvidsjaur.